# Si nos dejan
Si nos dejan (no Brasil: Se Nos Deixam) é uma telenovela mexicana produzida por Carlos Bardasano para Televisa e Univisión. Produzida por W Studios, foi exibida na Univision de 1 de junho a 11 de outubro de 2021, substituindo Te acuerdas de mí e sendo substituída por Vencer el pasado.
No México, foi exibida pelo Las Estrellas entre 1 de novembro de 2021 a 20 de fevereiro de 2022, substituindo La desalmada e sendo substituída por Los ricos también lloran.
É uma nova adaptação da novela colombiana Señora Isabel de 1993, cuja versão recente mais popular foi Victoria.
É protagonizada por Mayrín Villanueva e Marcus Ornellas; antagonizada por Alexis Ayala, Scarlet Gruber, Jorge Gallegos, Solkin Ruz e Mauricio Pimentel; com atuação estelar de Gabriela Spanic; e os primeiros atores Susana Dosamantes, Mónica Sánchez Navarro, Henry Zakka, Amairani, Roberto Mateos e Mónica Dionne.

## Sinopse
Alicia Montiel (Mayrín Villanueva) é uma mulher que depois de uma vida casada com quem ela pensava ser o amor de sua vida, e por acreditar que teve o casamento e a família perfeitos, descobre que seu marido lhe foi infiel há anos. Alicia, vítima das decepções de Sergio (Alexis Ayala), toma a difícil decisão de se separar, reconstruir sua vida e dar uma nova chance ao amor.

## Produção
As gravações começaram em 16 de fevereiro de 2021, na Cidade do México.
Marcou o retorno de Gabriela Spanic às telenovelas da Televisa, após 10 anos afastada da emissora.

## Elenco
| Intérprete                | Nome original do personagem           | Nome adaptado no Brasil           |
| ------------------------- | ------------------------------------- | --------------------------------- |
| Mayrín Villanueva         | Alicia Montiel Fajardo de Carranza    | Alice Montiel Fajardo de Carranza |
| Marcus Ornellas           | Martín Guerra Vargas                  | Martín Guerra Vargas              |
| Alexis Ayala              | Sergio Carranza                       | Sérgio Carranza                   |
| Scarlet Gruber            | Julieta Lugo Ortiz                    | Julieta Lugo Ortiz                |
| Isabel Burr               | Yuridia "Yuri" Carranza Montiel       | Iara Carranza Montiel             |
| Álex Perea                | José Rafael "El Cholo" Fuentes Téllez | Paulo Fontes Telles               |
| Susana Dosamantes         | Eva "Tita" Fajardo Vda. de Montiel    | Eva Fajardo de Montiel            |
| Gabriela Spanic           | Fedora Montelongo                     | Fernanda Montelongo               |
| Lorena Graniewicz         | Karina Gómez                          | Karina Gómez                      |
| Carlos Said               | Gonzalo Carranza Montiel              | Gonçalo Carranza Montiel          |
| Isidora Vives             | Miranda Carranza Montiel              | Miranda Carranza Montiel          |
| Mónica Sánchez Navarro    | Yaya                                  | Iaiá                              |
| Jorge Gallegos            | Moisés Zapata                         | Moisés Zapata                     |
| Elissa Marie Soto Bazán   | Sofía Guerra Vegas                    | Sofía Guerra Vegas                |
| Gabriela Carrillo         | Carlota Vegas                         | Carlota Vegas                     |
| Roberto Mateos            | Facundo Guerra                        | Fagundes Guerra                   |
| Amairani                  | Maruja Vargas de Guerra               | Marilu Guerra Vargas              |
| Henry Zakka               | Fabián Caballero                      | Fábio Cavalheiro                  |
| Mónica Dionne             | Rebeca Mezquita de Caballero          | Rebeca Mesquita de Cavalheiro     |
| Mauricio Pimentel         | Alberto Mujica Carrasco               | Alberto Mujica Carrasco           |
| Ara Saldívar              | Celia "Chela" Ortega                  | Célia Ortega                      |
| Víctor Civeira            | Ángel "El Diablo" Rentería            | Ângelo Renteria                   |
| Paco Luna                 | Diego Santibáñez "El Culebra"         | Diego Santibáñez "Culebra"        |
| Ramiro Tomasini           | Detetive Celso Gutiérrez              |                                   |
| Solkin Ruz                | Lucas Carranza Bejarano               | Lucas Carranza Bejarano           |
| Nastassia Villasana       | Marcela Cruz                          | Marcela Cruz                      |
| Igancio "Nacho" Ortiz Jr. | Suso                                  | Júlio                             |
| Ana Celeste Montalvo      | Ariana Mijares                        | Ariana                            |
| Nicole Curiel             | Nicole Del Valle                      | Nicole Del Valle                  |
| Arancha del Toro          | Ladire                                |                                   |
| Manuel Riguezza           | Simón Guerra Vargas                   | Simão Guerra Vargas               |
| Gerardo Murguía           | Júlio Tamayo                          | Júlio Tamayo                      |
| Alan Morán                | Recluso                               |                                   |
| Felipe Flores             | Eduardo "Lalo" Valdés                 | Lalo Valdés                       |
| Orlando Santana           | Chaneque                              |                                   |
| José María Galeano        | Samuel Fonseca                        | Samuel Fonseca                    |
| Francisco "Pakey" Vázquez | Toro Cruz                             | Toro Cruz                         |
| Paola Toyos               | Prudência Bejarano                    | Prudência Bejarano                |
| Moisés Peñaloza           | Jorge Guerra Vegas                    | Jorge Guerra Vegas                |
| Sofía Rivera Torres       | Mabel Rangel                          |                                   |
| Silvana Arriga            | Andrea                                | Andreia                           |
| Nico Galán                | Laureano Robles                       |                                   |
| Pedro Giunti              | El Zote                               | Santos                            |
| José Luis Franco          | Bautista                              | Batista                           |
| Francisco Rocha           | Trompeta                              |                                   |
| Natalia Payan             | Shirley "Chiquis"                     | Shirley                           |
| Manuel Castillo           | Enrique "Quique" Cruz                 | Henrique "Caíque" Cruz            |
| Karla Gaytan              | Luna Cruz                             | Luna Cruz                         |
| Israel Garduño            | Emiliano                              | Emiliano                          |
| Horacio Colomé            | Serrano                               |                                   |
| Marcelo Buquet            | Andrés Pintro                         | André Pinto                       |
| Perla Corona              | Andreina                              | Janaina                           |
| Jean Paul Tardan          | Lucio "Lucho"                         | Lúcio                             |
| Rogelio Nieto             | Guarda                                |                                   |
| Claudia Zepeda            | Lorena                                | Lorena                            |
| Michelle Jurado           | Mercedes                              | Mercedes                          |

## Audiência

### Nos Estados Unidos
| Horário              | # Eps. | Estreia            | Estreia           | Final                 | Final           | Posição | Temporada | Classificação geral |
| Horário              | # Eps. | Data               | Primeiro capítulo | Data                  | Último capítulo | Posição | Temporada | Classificação geral |
| -------------------- | ------ | ------------------ | ----------------- | --------------------- | --------------- | ------- | --------- | ------------------- |
| Segunda —Sexta 21h00 | 83     | 1 de junho de 2021 | 1.60              | 11 de outubro de 2021 | 2.13            | #1      | 2021      | 1.60                |

### No México
| Horário             | # Eps. | Estreia               | Estreia           | Final                   | Final           | Posição | Temporada | Classificação geral |
| Horário             | # Eps. | Data                  | Primeiro capítulo | Data                    | Último capítulo | Posição | Temporada | Classificação geral |
| ------------------- | ------ | --------------------- | ----------------- | ----------------------- | --------------- | ------- | --------- | ------------------- |
| Segunda—Sexta 21h30 | 81     | 1 de novembro de 2021 | 3.4               | 20 de fevereiro de 2022 | 4.5             | #1      | 2021      | 3.98                |

Em seu capítulo de estreia no México, foi vista por 3.4 milhões de telespectadores. Bateu recorde no seu terceiro capítulo, quando foi vista por 3.8 milhões de telespectadores. Voltou a bater um novo recorde no capítulo seguinte, quando foi vista por 4.2 milhões de telespectadores.
No capítulo do dia 11 de janeiro bateu um novo recorde alcançando 4.3 milhões de telespectadores. Bateu um novo recorde nos episódios exibidos em 17, 25 e 26 de janeiro, quando foi visita por 4.62 milhões, 4.8 milhões e  4.86 milhões de telespectadores.
Em sua última semana voltou a registrar novos recordes, nos capítulos exibido em 16 e 17 de fevereiro a trama alcançou 4.9 milhões e 5.0 milhões de telespectadores. Em seu último capítulo exibido no domingo foi vista por 4.5 milhões de espectadores. Índice como esse não é visto em um domingo desde o fim de Te doy la vida.
A trama finalizou como um enorme sucesso ao longo dos seus 81 capítulos. A produção finalizou com um total de 3.98 milhões de espectadores, sendo a atração mais vista desde 2015.

### No Brasil
Estreou com 6.1 pontos e picos de 6.6, mantendo a média do horário, segundo dados consolidados do Kantar IBOPE Media da Grande São Paulo. O terceiro capítulo cravou 7.0 pontos.
Em 22 de fevereiro de 2022, registrou a sua pior média com 3.8 pontos.
O último capítulo registrou 5.8 pontos, sendo um dos menos assistidos da faixa, superando os 6 pontos de Betty, a Feia em NY. Teve média geral de 5.54 pontos, se tornando uma das piores médias da segunda faixa de novelas da tarde, ficando atrás da reprise de Por Teu Amor.

## Exibição no Brasil
Foi exibida no Brasil pelo SBT, na faixa das 18h30, de 17 de janeiro a 13 de maio de 2022, em 85 capítulos, substituindo Te Dou a Vida. Não teve substituta, uma vez que devido aos baixos índices de audiência, a faixa foi extinta e ocupada pela extensão da reprise da novela Amanhã é Para Sempre. Inicialmente possuía classificação indicativa de "Não Recomendado Para Menores de 12 Anos", mas em 14 de abril foi reclassificada pelo Ministério da Justiça como "Não Recomendada Para Menores de 14 Anos", por apresentar "drogas, violência e conteúdo sexual”. A reclassificação não alterou seu horário de exibição, uma vez que a lei de classificação indicativa foi derrubada em 2016.
Originalmente, estava programada para ser exibida no horário das 21h45, substituindo o remake deA Usurpadora a partir do dia 8 de novembro de 2021, porém, pelo baixo desempenho de audiência da série, a transmissão foi suspensa e as chamadas saíram de circulação. Após o seu adiamento, a novela voltou a ser anunciada na programação do SBT no mês de dezembro, agora sendo exibida na faixa vespertina.
Antes de Se Nos Deixam ir ao ar, a RecordTV exibiu em 2000 a versão mexicana produzida pela TV Azteca, Olhar de Mulher.

## Versões
- Señora Isabel (1993-1994), telenovela colombiana produzida pela Coestrellas e exibida pelo Canal A e protagonizada por Judy Henríquez e Luis Mesa.
- Mirada de mujer (1997-1998), telenovela mexicana da TV Azteca e protagonizada por Angélica Aragón, Ari Telch e Fernando Luján. Teve uma continuação, Mirada de mujer... el regreso (2003-2004).
- La vida en el espejo (1999-2000), telenovela mexicana produzida por Argos Comunicación para TV Azteca e protagonizada por Gonzalo Vega, Rebecca Jones, Héctor Bonilla e Sasha Sokol.
- Nunca Digas Adeus (2001-2002), telenovela portuguesa da TVI e protagonizada por Lídia Franco, Tozé Martinho, Rita Salema e Nuno Homem de Sá.
- Victoria (2007-2008), telenovela estadunidense-colombiana produzida pela RTI Televisión para Telemundo e protagonizada por Victoria Ruffo, Mauricio Ochmann, Arturo Peniche e Andrea López

## Exibição Internacional
| País              | Titulo                      | Emissora           |
| ----------------- | --------------------------- | ------------------ |
| Estados Unidos    | Si nos dejan                | Univisíon          |
| Bolívia           | Si nos dejan                | Red Bolivisión     |
| Porto Rico        | Si nos dejan                | Tele 11            |
| Colômbia          | Si nos dejan                | Caracol television |
| Venezuela         | Si nos dejan                | Televen            |
| Paraguai          | Si nos dejan                | SNT                |
| Chile             | Si nos dejan                | Canal 13           |
| Uruguai           | Si nos dejan                | Teledoce           |
| Espanha           | Si nos dejan                | Nova               |
| Moçambique Angola | Se Nos Deixarem             | Zap Novelas        |
| Moçambique Angola | Se Nos Deixarem             | Tln Africa         |
| Moçambique Angola | Se Nos Deixarem             | TVM                |
| Hungria           | Alicia új élete             | TV2                |
| Brasil            | Se Nos Deixam               | SBT                |
| França            | Une famille pas si parfaite | Novelas TV         |
| Polónia           | Jeśli nam pozwolą           | Novelas+           |